# Carlton Football Club
O Carlton Football Club, conhecido como "The Blues", é um clube profissional de futebol australiano que compete na Australian Football League (AFL). O clube é sediado em  Carlton, subúrbio de Melbourne, e joga suas partidas no Melbourne Cricket Ground. O clube tem sede de treinamento e administração no Princes Park, em Carlton, onde jogou anteriormente entre 1897 e 2005. Junto com Essendon, é um dos clubes mais vitoriosos do futebol australiano com 16 campeonatos.